# Bengt Lundholm (Eishockeyspieler)
Bengt Johan Lundholm (* 4. August 1955 in Falun) ist ein ehemaliger schwedischer Eishockeyspieler, der in seiner aktiven Zeit von 1971 bis 1987 unter anderem für die Winnipeg Jets in der National Hockey League gespielt hat. 

## Karriere
Bengt Lundholm begann seine Karriere als Eishockeyspieler in seiner Heimatstadt in der Nachwuchsabteilung von Falu IF, für dessen Seniorenmannschaft er in der Saison 1971/72 sein Debüt in der damals noch zweitklassigen Division 2 gab. Anschließend wechselte der Flügelspieler zu den U20-Junioren von Leksands IF, für dessen Profimannschaft er von 1973 bis 1977 aktiv war – zunächst in der Division 1 und ab der Saison 1975/76 in deren Nachfolgeliga Elitserien. Mit Leksand gewann er in der Saison 1974/75 den schwedischen Meistertitel. Von 1977 bis 1981 lief er für Leksands Ligarivalen AIK Solna auf und wurde 1978 in das schwedische All-Star Team gewählt. 
Die folgenden fünf Jahre verbrachte Lundholm bei den Winnipeg Jets in der National Hockey League. Diese hatten ihn bereits noch als Mitglied der World Hockey Association im WHA Amateur Draft 1975 in der 13. Runde als insgesamt 166. Spieler ausgewählt. In der Saison 1985/86 lief der Linksschütze parallel zum Spielbetrieb mit den Winnipeg Jets für seinen Ex-Klub AIK Solna in der Elitserien auf. Mit der Mannschaft stieg er als Tabellenletzter abgeschlagen in die mittlerweile zweitklassige Division 1 ab. In der Saison 1986/87 gelang ihm mit AIK der direkte Wiederaufstieg, woraufhin er seine Karriere im Alter von 32 Jahren beendete. 

### International
Für Schweden nahm Lundholm im Juniorenbereich an der U19-Junioren-Europameisterschaft 1974 sowie den U20-Junioren-Weltmeisterschaften 1974 und 1975 teil. Bei der U19-EM 1974 gewann er mit seiner Mannschaft die Gold-, bei der U20-WM 1975 die Bronzemedaille. 
Im Seniorenbereich stand er im Aufgebot seines Landes bei den Weltmeisterschaften 1976, 1977, 1978 und 1979. Zudem trat er für Schweden bei den Olympischen Winterspielen 1980 in Lake Placid und 1981 beim Canada Cup an. Bei der Weltmeisterschaft 1977 gewann er mit seiner Mannschaft die Silber-, bei den Weltmeisterschaften 1976 und 1979 sowie bei den Olympischen Winterspielen 1980 jeweils die Bronzemedaille. 

## Erfolge und Auszeichnungen
- 1975 Schwedischer Meister mit Leksands IF
- 1978 Schwedisches All-Star Team
- 1987 Aufstieg in die Elitserien mit AIK Solna

### International
- 1974 Goldmedaille bei der U19-Junioren-Europameisterschaft
- 1975 Bronzemedaille bei der U20-Junioren-Weltmeisterschaft
- 1976 Bronzemedaille bei der Weltmeisterschaft
- 1977 Silbermedaille bei der Weltmeisterschaft
- 1979 Bronzemedaille bei der Weltmeisterschaft
- 1980 Bronzemedaille bei den Olympischen Winterspielen